# Jaipal Singh
Jaipal Singh Munda (3. siječnja 1903. — 20. ožujka 1970.) je bivši indijski hokejaš na travi. Pripadao je narodu Munda. Poznat je po svom športskom duhu i političkom umijeću.

## Športska karijera
Osvojio je zlatno odličje na hokejaškom turniru na Olimpijskim igrama 1928. godine u Amsterdamu igrajući za Britansku Indiju. Bio je kapetanom indijske reprezentacije. Odigrao je dva susreta.

## Politička karijera
Kasnije je izronio kao jedini vođa i borac za adivašku stvar i za odvojenu domovinu za Adivasije u središnjoj Indiji. Kao zastupnikom u Ustavotvornoj Skupštini Indije se aktivno borio za prava autohtonih indijskih plemena (t.zv. "scheduled tribes"), najstarijih po nazočnosti u Indiji.
Njegov san se ostvario kada je 15. studenog 2000. godine Jharkhand izdvojen iz indijske savezne države Bihara i postao posebnom indijskom saveznom državom.
Formirao je Adivasi Mahasabha 1938. godine, čijim je bio predsjednikom. Nakon što je Indija postala neovisnom državom, ime njegove stranke se promijenilo u Jharkhandska stranka da bi primila ne-plemenske narode da bi ostarili dugoročne ciljeve.
Singh je poznat kao "Marang Gomke" ("veliki vođa") među plemenima u Chotanagpuru.

## Vanjske poveznice
- Profil na Database Olympics